# Orde van de Adelaar (Duitsland)
De Orde van de Adelaar in Duitsland (Duits: Orden des Adlers in Deutschland of Adler-Gesellschaft) werd, zo schrijft Gustav Adolph Ackermann in zijn Ordensbuch met een beroep op Rammelsberg die "het Ordeteken noemt", in 1433 door de Duitse keizer Albrecht III van Oostenrijk (1349-1395), aartshertog van Oostenrijk (1365-1395), hertog van Karinthië, graaf van Tirol (1386-1395) gesticht.
Over deze Ridderorde is in weinig bekend. Ackerman plaatst de Orde in de rij van Oostenrijkse orden omdat Albrecht uit het huis Habsburg stamt.
Johann Georg Krünitz noemt de ridderorde in zijn 242-delige "Oeconomischen Encyclopädie" en beschrijft het kleinood als een "gouden of zilveren adelaar met gespreide vleugels en een blad in de klauwen waarop 'Thue recht' geschreven stond".